# Municipalità di Coober Pedy
La municipalità di Coober Pedy è una Local Government Area che si trova in Australia Meridionale. Essa si estende su una superficie di 77,8 chilometri quadrati e ha una popolazione di 1.913 abitanti. La sede del consiglio si trova a Coober Pedy.